# Royuela
Royuela is een gemeente in de Spaanse provincie Teruel in de regio Aragón met een oppervlakte van 32,50 km². Royuela telt 215 inwoners (1 januari 2016).

## Demografische ontwikkeling
Bron: INE, 1857-2011: volkstellingen